# Gino Cervi
Gino Cervi, artiestennaam van Luigi Cervi, (Bologna, 3 mei 1901 – Punta Ala, 3 januari 1974) was een Italiaans acteur. Hij werd vooral bekend door de vertolking van de rol van Peppone, de communistische burgemeester die altijd overhoop lag met dorpspastoor Don Camillo (rol van Fernandel) in de vijf films gebaseerd op het werk van Giovanni Guareschi. 

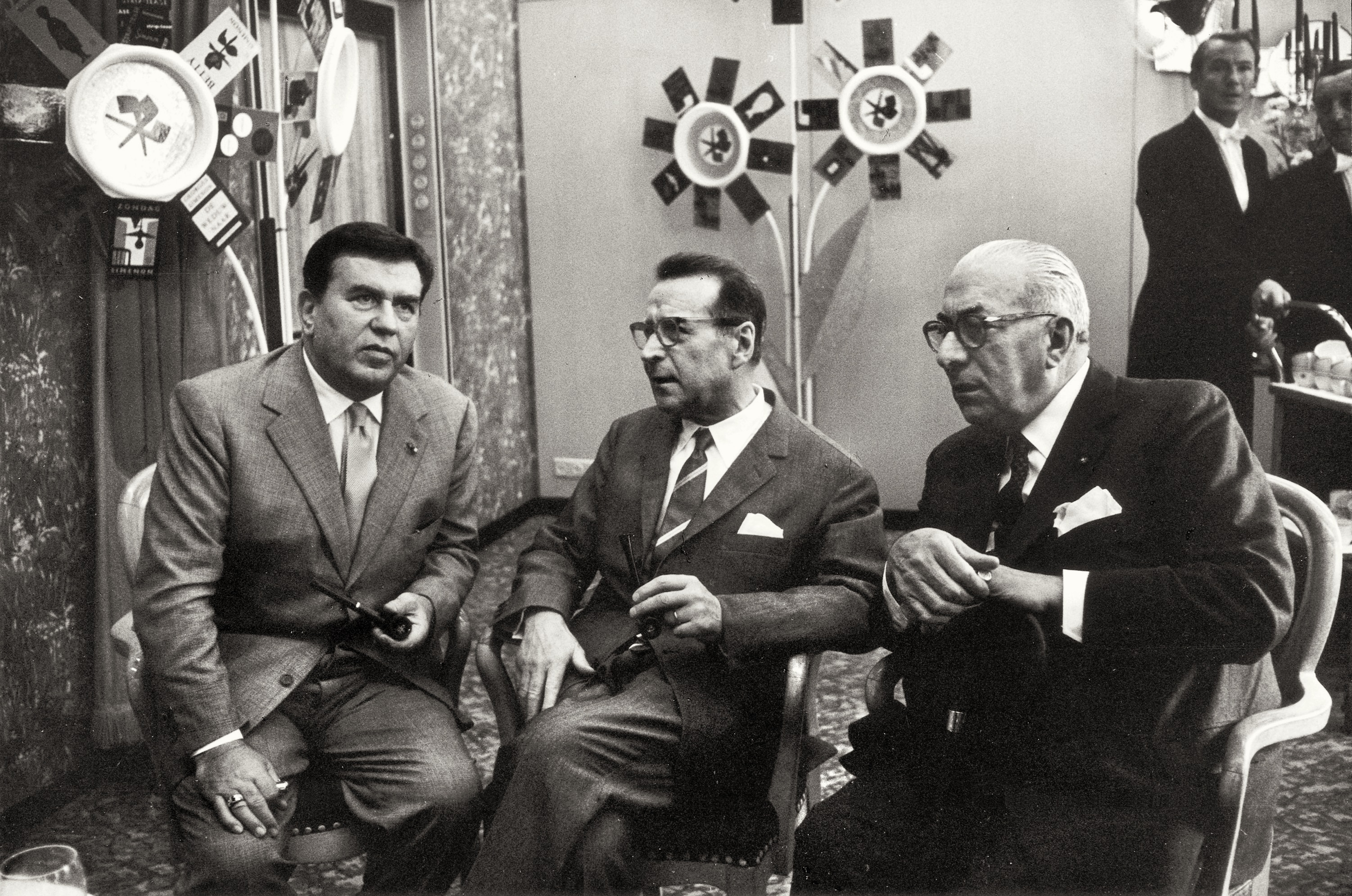
Gino Cervi, Georges Simenon, Arnoldo Mondadori

## Leven en werk

### Afkomst en toneelacteur
Als zoon van een toneelcriticus snoof Gino Cervi van jongs af aan de geur van de wereld van het theater op. In 1925 werd hij opgenomen in het Teatro d’Arte di Roma, een toneelgezelschap waarvan Luigi Pirandello artistiek directeur was. Zo vertolkte hij onder meer de rol van de zoon in Pirandello's beroemde stuk Sei personaggi in cerca di autore (Zeven acteurs op zoek naar een auteur).

### Jaren veertig: filmdebuut en drukke filmjaren
Hij was al een gevestigde waarde op de scène toen hij in 1932 zijn filmdebuut maakte. Daarna speelde hij tien jaar lang mee in voornamelijk historische films van onder meer Alessandro Blasetti (4 films). Diezelfde regisseur draaide in 1942 Quattro passi fra le nuvole met hem. Deze prent luidde het Italiaans neorealisme in. 
Cervi bouwde verder aan een heel drukke carrière van filmacteur. 
Naar het einde van de jaren veertig speelde hij meer en meer mee in literatuurverfilmingen zoals Aquila nera (naar Aleksandr Poesjkin),  I miserabili (naar Victor Hugo), Anna Karenina (naar Lev Tolstoj), Il Cristo proibito (verfilmd door Curzio Malaparte naar zijn eigen werk), Fabiola (naar Nicholas Wiseman) ...

### Jaren vijftig: internationale doorbraak als 'Peppone'
De internationale doorbraak kwam er in 1952 nadat Julien Duvivier, met wie hij al had samengewerkt voor Anna Karenina, hem vroeg voor de rol van Peppone in Le Petit Monde de don Camillo. Het ietwat norse, opvliegende maar goedmoedige karakter van de communistische burgemeester van het dorp Brescello waar zijn tegenstander, dorpspastoor Don Camillo, de plak meende te moeten zwaaien, was hem op het lijf geschreven. De prent was hét kassucces van dat jaar, hij genoot zoveel bijval dat er nog vier vervolgfilms opgenomen werden. De opnames van een vijfde werden in 1970 onderbroken door de ziekte en het overlijden van Fernandel. 

### Drukke jaren vijftig en zestig in Italië en Frankrijk
Na het immense succes dat hij samen met Julien Duvivier en Fernandel beleefd had, werd hij ook gevraagd door andere Franse filmregisseurs zoals Sacha Guitry, René Clément en Henri Verneuil (in wiens komedie Le Grand Chef (1959) hij Fernandel terugvond als spitsbroeder in een uit de hand lopende ontvoering).
Ondertussen bleef hij in Italië onverminderd de rollen spelen waarin hij goed was : een aantal typische Italiaanse komedies zoals Guardia, guardia scelta, brigadiere e maresciallo (1956), Gli anni ruggenti (1962) en Gli onorevoli (1963). Tijdens de bloeiperiode van de sandalenfilm verleende hij zijn medewerking aan prenten met voor zich sprekende titels als Nerone e Messalina (1953), Nel segno di Roma (1958) en La rivolta degli schiavi (1960), een remake van Fabiola (1949) waarin hij ook al meespeelde. Hij gaf vermeldenswaardige vertolkingen ten beste in de drama's La signora senza camelie (1952) en Stazione Termini (1953) van de Italiaanse topregisseurs Michelangelo Antonioni en Vittorio De Sica. In het oorlogsdrama La lunga notte del '43 (1960), de verfilming van een van de Cinque storie ferraresi van Giorgio Bassani, gaf hij gestalte aan een onheilspellende fascist.

### Televisie: commissaris Maigret
Tussen 1964 en 1972 vertolkte hij commissaris Jules Maigret in de zestien afleveringen tellende Italiaanse televisiereeks Le inchieste del commissario Maigret, gebaseerd op de romans van Georges Simenon. In 1967 bracht hij eenmalig de commissaris op het grote scherm in Maigret a Pigalle. 

### Stemacteur
Gino Cervi was ook bedrijvig als stemacteur. Hij leende bijvoorbeeld meermaals zijn stem aan Orson Welles et Laurence Olivier in de Italiaanse versies van Shakespeare-verfilmingen zoals Hamlet (1948), Othello (1952), .... Hij was tevens de vertelstem in een aantal Italiaanse en Amerikaanse films.
In 1991 stelde zijn zoon, filmregisseur en -producer Tonino Cervi, Gino Cervi : un attore samen, een vijfdelige documentaire van 300 minuten over zijn vader. 
Gino Cervi overleed in 1974 op 72-jarige leeftijd. Hij ligt in Rome begraven op het Cimitero Flaminio, samen met zijn zoon Tonino en zijn vrouw, actrice Ninì Gordini Cervi.

## Filmografie (selectie)
- 1932 - L'armata azzurra (Gennaro Righelli)
- 1934 - Frontiere (Mario Carafoli en Cesare Meano)
- 1935 - Aldebaran (Alessandro Blasetti)
- 1936 - I due sergenti (Enrico Guazzoni)
- 1937 - Gli uomini non sono ingrati (Guido Brignone)
- 1937 - Voglio vivere con Letizia (Camillo Mastrocinque)
- 1938 - Ettore Fieramosca (Alessandro Blasetti
- 1939 - Un'avventura di Salvator Rosa (Alessandro Blasetti)
- 1940 - Una romantica avventura (Mario Camerini)
- 1940 - Melodie eterne (Carmine Gallone)
- 1941 - La corona di ferro (Alessandro Blasetti)
- 1941 - I promessi sposi (Mario Camerini)
- 1942 - Don Cesare di Bazan (Riccardo Freda)
- 1942 - La regina di Navarra (Carmine Gallone)
- 1942 - Quattro passi fra le nuvole (Alessandro Blasetti)
- 1943 - Che distinta famiglia! (Mario Bonnard)
- 1943 - Tristi amori (Carmine Gallone)
- 1943 - T'amerò sempre (Mario Camerini)
- 1944 - Vivere ancora (Nino Giannini en Leo Longanesi)
- 1946 - Le miserie del signor Travet (Mario Soldati)
- 1946 - Aquila nera (Riccardo Freda)
- 1946 - Cronaca nera (Giorgio Bianchi)
- 1946 - L'angelo e il diavolo (Mario Camerini)
- 1947 - Daniele Cortis (Mario Soldati)
- 1948 - I miserabili (Riccardo Freda)
- 1948 - Anna Karenina (Julien Duvivier)
- 1948 - Guglielmo Tell (L'arciere della Foresta Nera) (Giorgio Pastina)
- 1949 - Fabiola (Alessandro Blasetti)
- 1949 - Donne senza nome (Géza von Radványi)
- 1950 - Il Cristo proibito (Curzio Malaparte)
- 1951 - O.K. Nerone (Mario Soldati)
- 1952 - Le Petit Monde de don Camillo (Julien Duvivier)
- 1952 - La regina di Saba (Pietro Francisci)
- 1952 - Moglie per una notte (Mario Camerini)
- 1952 - La signora senza camelie (Michelangelo Antonioni)
- 1952 - Tre storie proibite (Augusto Genina)
- 1952 - Les trois mousquetaires (André Hunebelle)
- 1953 - Le Retour de don Camillo (Julien Duvivier)
- 1953 - Maddalena (Augusto Genina)
- 1953 - La dame aux camélias  (Raymond Bernard)
- 1953 - Stazione Termini (Vittorio De Sica)
- 1953 - Nerone e Messalina (Primo Zeglio)
- 1954 - Si Versailles m'était conté... (Sacha Guitry)
- 1955 - Il coraggio (Domenico Paolella)
- 1955 - Gli innamorati (Mauro Bolognini)
- 1955 - Don Camillo e l'onorevole Peppone (Carmine Gallone)
- 1955 - Frou-Frou (Augusto Genina)
- 1956 - Beatrice Cenci (Riccardo Freda)
- 1956 - Guardia, guardia scelta, brigadiere e maresciallo (Mauro Bolognini)
- 1957 - Agguato a Tangeri (Riccardo Freda)
- 1957 - Amore e chiacchiere (Alessandro Blasetti)
- 1958 - La maja desnuda (Henry Koster en Mario Russo)
- 1958 - Nel segno di Roma (Guido Brignone en Michelangelo Antonioni)
- 1959 - Le Grand Chef (Henri Verneuil)
- 1960 - Femmine di lusso (Giorgio Bianchi)
- 1960 - Il mistero dei tre continenti (William Dieterle)
- 1960 - La lunga notte del '43 (Florestano Vancini)
- 1960 - L'assedio di Siracusa (Pietro Francisci)
- 1960 - La rivolta degli schiavi (Nunzio Malasomma)
- 1961 - Don Camillo monsignore... ma non troppo (Carmine Gallone)
- 1961 - Quelle joie de vivre (Che gioia vivere) (René Clément)
- 1961 - Le crime ne paie pas (Gérard Oury)
- 1961 - Gli anni ruggenti (Luigi Zampa)
- 1961 - Il giorno più corto (Sergio Corbucci)
- 1962 - La monaca di Monza (Carmine Gallone)
- 1963 - Le bon roi Dagobert (Pierre Chevalier)
- 1963 - Gli onorevoli (Sergio Corbucci)
- 1964 - Becket (Peter Glenville)
- 1965 - Il compagno don Camillo (Luigi Comencini)
- 1967 - Maigret a Pigalle Mario Landi)
- 1970 - Don Camillo e i giovani d'oggi (Don Camillo et les Contestataires) (Christian-Jaque) (onvoltooid)
- 1972 - Fratello ladro (Pino Tosini)

## Prijzen
- 1946 - Le miserie del signor Travet : Nastro d'Argento voor Beste acteur in een bijrol